# Hombre Largo de Wilmington
El Hombre Largo de Wilmington (en inglés, Long Man of Wilmington) es una figura de colina situada en las proximidades de Wilmington, East Sussex, Inglaterra, Reino Unido, en las faldas de la colina de Windover Hill, a unos 20 km al noroeste de la ciudad de Eastbourne.
Fue incluido como monumento planificado en la National Heritage List for England el 
1 de mayo de 1951.
Es una de las dos figuras de colina antropomórficas existentes en Inglaterra. La otra es el Gigante de Cerne Abbas.

## Descripción

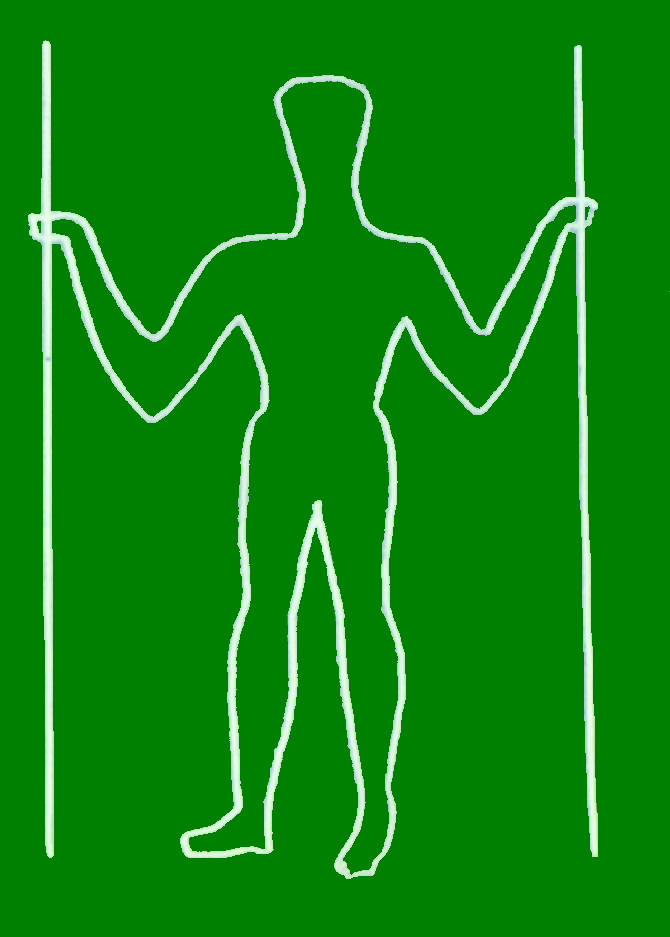
Diseño del Hombre Largo de Wilmington.

El Hombre Largo de Wilmington mide 69 m de altura.Es la silueta esquemática de un hombre delgado que sostiene a ambos lados lo que parecen ser dos bastones o lanzas, una en la mano izquierda y otra en la derecha. Está diseñado para ser visto en proporción desde la base de la colina. En cambio, visto desde arriba parece exageradamente alargado (de ahí su nombre).

## Origen

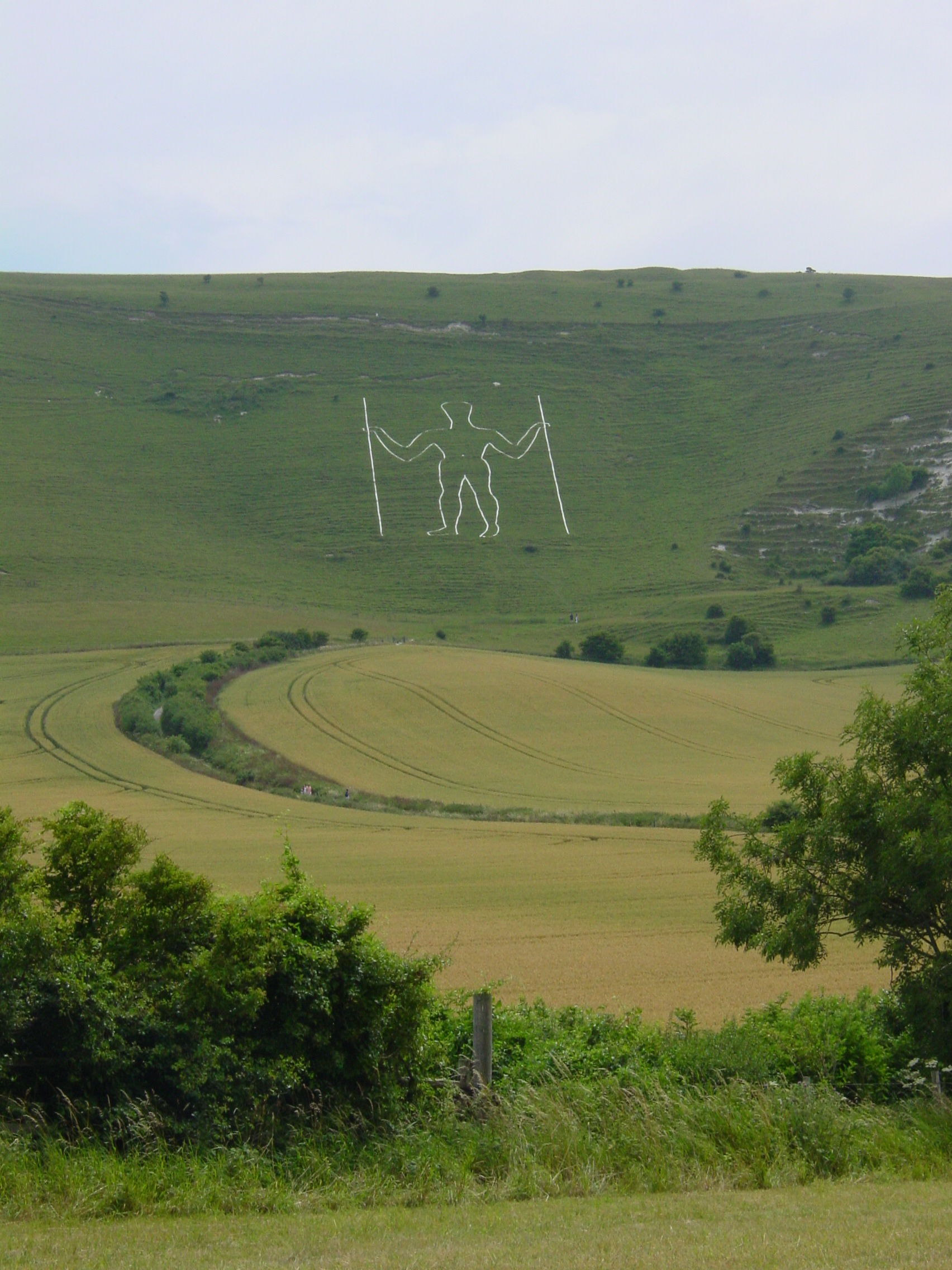
El Hombre Largo visto desde abajo.

El origen y finalidad de la figura son aún hoy desconocidos. Los trabajos arqueológicos llevados a cabo por la Universidad de Reading indican que data del siglo XVI o el XVII.

## Historia
El registro más temprano donde se menciona a la figura data de 1710 y es obra del topógrafo John Rowley. Más tarde, el filántropo escocés William Burrell realizó un dibujo de la figura durante una visita a Wilmington. Este dibujo sugiere que antiguamente la figura poseía rasgos faciales, además de un rastrillo y una guadaña en cada mano (más cortos que los bastones actuales) y una cabeza en forma de yelmo, por lo que su diseño original debió ser más complejo de lo que es hoy en día.
Hasta 1874, el Hombre Largo de Wilmington solo era visible tras una ligera nevada y bajo ciertas condiciones de luz (al amanecer o al anochecer). En ese año el reverendo W. de St. Croix marcó los límites de la figura con baldosas amarillas. Se ha dicho que este proceso de restauración distorsionó la posición del pie y eliminó además unos supuestos genitales del Hombre Largo. Sin embargo, no existe ninguna evidencia arqueológica o histórica que apoye estas afirmaciones.
En 1925, el Hombre Largo de Wilmington pasó a pertenecer al Sussex Archaeological Trust (actual Sussex Archaeological Society) donada por el Duque de Devonshire.
Durante la II Guerra Mundial fue pintado de verde para impedir que la aviación alemana lo utilizara como punto de referencia.
Aunque su origen no es prehistórico, romano ni céltico, sino muy posterior, el Hombre Largo de Wilmington es venerado por grupos neopaganos que realizan ceremonias en sus proximidades.

## En la cultura popular
El Hombre Largo de Wilmington aparece en el cómic The Sandman de Neil Gaiman, concretamente en el capítulo titulado "Sueño de una noche de verano". Allí su nombre es Wendel y guarda un portal que une el mundo real y el mundo de Faerie.